# Joseph B. Willigers
Joseph B. Willigers MHM (* 26. Oktober 1930 in Gronsveld; † 1. Oktober 2012 in Oosterbeek bei Arnhem) war ein niederländischer Ordensgeistlicher und römisch-katholischer Bischof von Jinja.

## Leben
Joseph B. Willigers trat im Alter von 19 Jahren der Ordensgemeinschaft der Missionsgesellschaft vom hl. Joseph von Mill Hill bei und empfing nach seiner philosophischen und theologischen Ausbildung am 10. Juli 1955 durch Bernard William Kardinal Griffin die Priesterweihe. Er studierte anschließend in Rom Kanonisches Recht. 1958 ging er in die Mission und war in Uganda und Kenia in der Erziehung und Pastoral tätig. 1965 wurde er von Bischof Joannes de Reeper MHM zum Generalvikar der kenianischen Diözese Kisumu bestellt.
Papst Paul VI. ernannte ihn am 13. Juli 1967 zum ersten Bischof von Jinja nach der Umbenennung der Diözese im Osten der ugandischen Hauptstadt Kampala. Die Bischofsweihe spendete ihm der Erzbischof von Kampala, Emmanuel Kiwanuka Nsubuga, am 3. Dezember desselben Jahres; Mitkonsekratoren waren Joannes de Reeper MHM, Bischof von Kisumu, und James Odongo, Weihbischof in Tororo. Er war 2009 Teilnehmer an der afrikanischen Bischofssynode.
Am 2. März 2010 nahm Papst Benedikt XVI. sein aus Altersgründen vorgebrachtes Rücktrittsgesuch an.